# Joseph Ignatz Claus

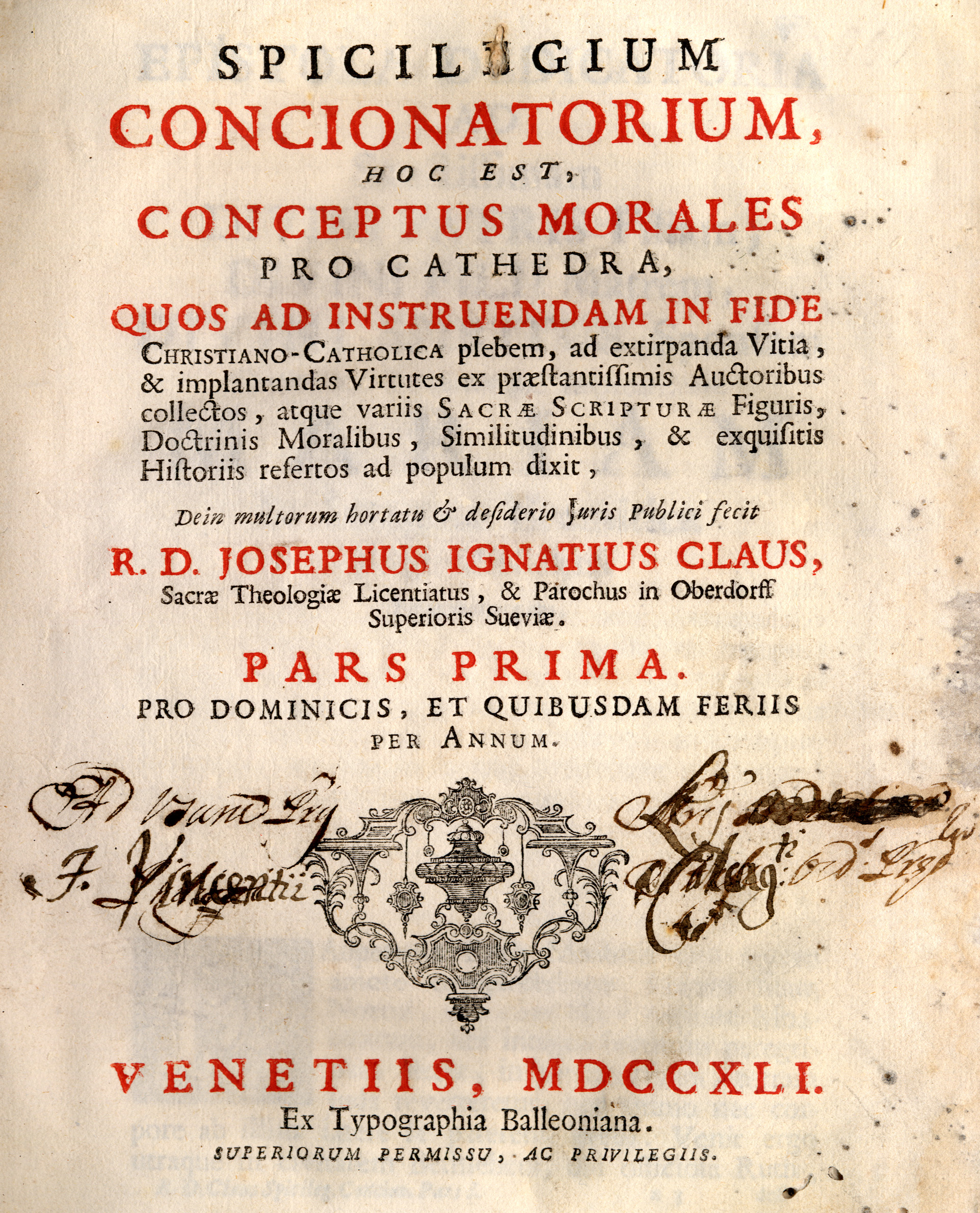
Titelblatt aus Joseph Ignatz Claus’ „Spicilegium Concionatorium“ (Venedig, 1741)

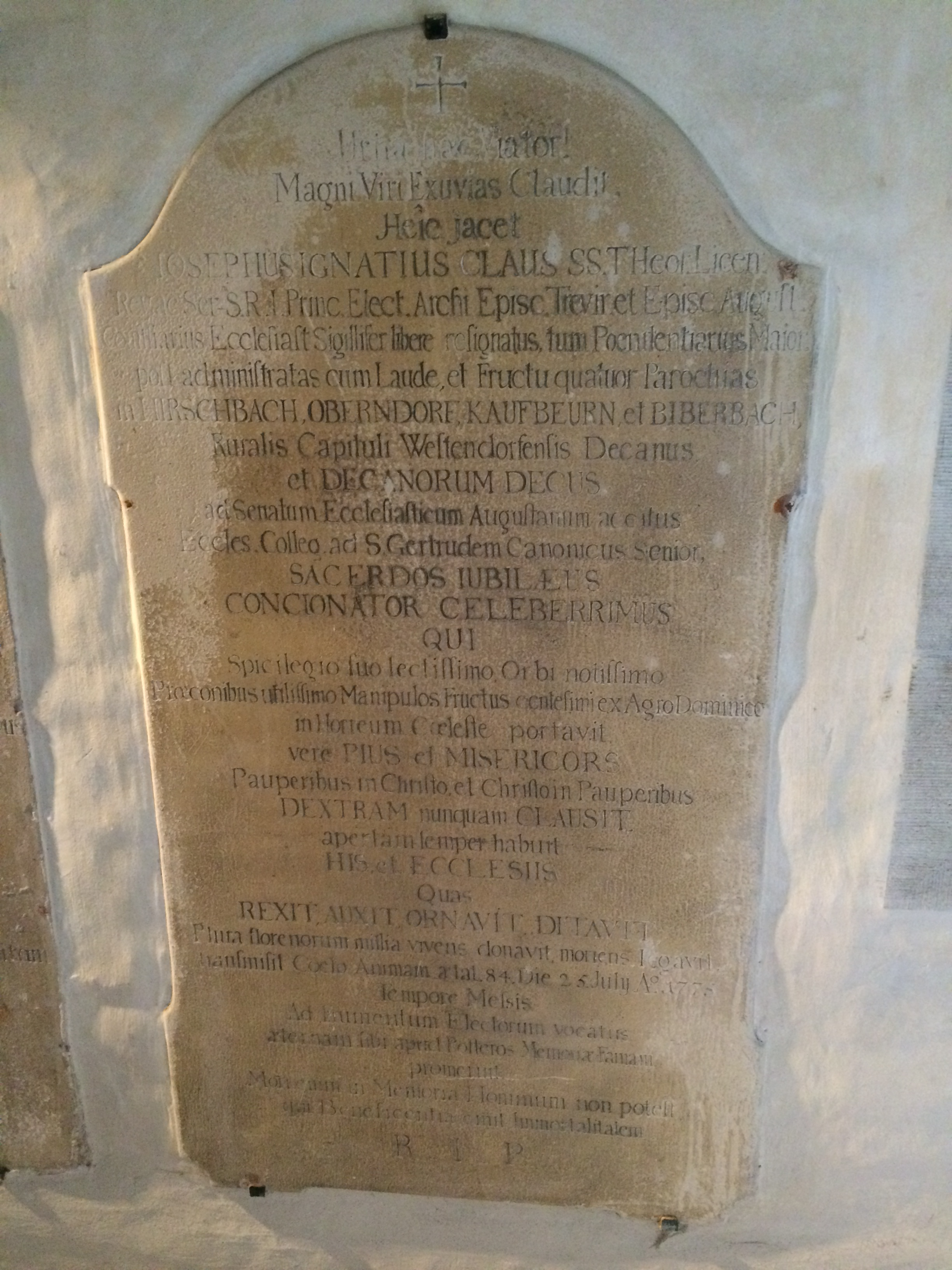
Epitaph von Joseph Ignatz Claus in der Umbauung des Kreuzhofes des Augsburger Domes (Westflügel, 5. Joch von Norden, Ostwand). Text von Franz Anton Veith.

Joseph Ignatz Claus (* 1691; † 25. Juli 1775) war Lizenziat der Theologie, katholischer Pfarrer zu Hirschbach in Schwaben, zu Oberndorf, Kaufbeuren und schließlich zu Biberbach, Kanonikus im Kollegiatstift St. Gertrud in Augsburg und später fürstbischöflich-augsburgischer Kirchenrat sowie Dechant des Ruralkapitels zu Westendorf. Claus’ Priesterweihe fand am 27. März 1717 in Augsburg statt.
Joseph Ignatz Claus ist v. a. als Autor von Predigtliteratur in deutscher und lateinischer Sprache bekannt. Sein Hauptwerk, das Spicilegium Concionatorium wurde 1741 auch in Venedig verlegt (siehe Abb.). Joseph Ignatz Claus’ Epitaph befindet sich in der Umbauung des Kreuzhofes des Augsburger Domes (Westflügel, 5. Joch von Norden, Ostwand.)
Placidus Braun schrieb unter Verweis auf Franz Anton Veiths Kommentar über ihn: Joseph Ignaz Claus, geiſtlicher Rath, Pönitenzer und Siegler, dann Kanonikus zu Gertraud in Augsburg, lieferte für geiſtliche Redner vortreffliche Quellen und die nützlichten Materialien. Er ſtarb im 84ſten Jahre ſeines Alters den 25. July 1775.

## Werke
- Der an vilen Orthen eingeladene Gast=Prediger, das ist Unterschidliche Predigen an denen Fest=Tägen Christi des HErrn, [...]. Im Verlag Mathiä Wolffs seel. Wittib und Sohn, Augsburg 1746, ed. 1, weitere Auflagen Augsburg 1752 und 1767 (folio).
- Dies sancta pii sacerdotis, i.e. Modus et Ordo vivendi pro viris ecclesiasticis in sacculo degentibus; accessit Dissertatio in illa S. Jo. Chrysostomi verba: Non arbitror, inter sacerdotes multos esse, qui salvi fiant; sed multo plures, qui pereant. Augsburg 1757 (oktav).
- Spicilegium universale sacro-profanum, in X Libros et III Partes dispartitum, indice concionatorio auctum. Augsburg 1762 (folio).
- Manuductio ad Barziae Excitatorem Christianum, Seu Sermones missionales, ad Dominicas et Festa per annum reducti et applicati. II volumina, Augsburg 1766 (folio).
- Conjectura prognostica, physico-moralis, ascetica. Augsburg 1767 (oktav).
- Spicilegium Concionatorium, Hoc Est, Conceptus Morales Pro Cathedra. IV volumina, Wolff, Augsburg 1766.
- Spicilegium Catechetico-Concionatorium Id Est, Conceptus Exegetici. Wolff, Augsburg 1744 und Innsbruck 1755.
- Der mit dem Creutz prangende getreue Diener deß Gecreuzigten, das ist Letzte und schuldige Ehren-Rede weyland deß [...] Herren Antonii Ginther [...] Pfarreren beym Heil. Creutz zu Marck Biberbach. Gruber, Augsburg 1725.
- Das Liecht des Hohen Adels auf den Leuchter des Heil. Ordens-Stand gestellt. Augsburg 1736.
- Die Eingefleischte Tugend, Das ist: Der [...] Claravallensische Abbt Bernardus, in dem [...] Reichs-Stifft und Gottes-Hauß Kaysersheim in einer Lob-Red mündlich vorgetragen. Wolff, Augsburg 1736.
- Epitome vitae venerabilis domini Antonii Ginther decani, & parochi ad SS. Crucem in Biberbach (Beidruck zu Unus pro omnibus. ab der ersten, postumen Edition, ohne Autorenangabe[6][7]).